# Seznam velvyslanců Malajsie v České republice
Velvyslanec Malajsie v České republice je vedoucím malajské diplomatické mise v České republice. Má status mimořádného a zplnomocněného velvyslance. Sídlí na Velvyslanectví Malajsie v Praze.

## Seznam velvyslanců
| Velvyslanec                       | Začátek funkčního období | Konec funkčního období |
| --------------------------------- | ------------------------ | ---------------------- |
| Othman Hashim                     | 4. ledna 2002            | 20. června 2005        |
| Salman Ahmad                      | 1. srpna 2005            | 6. ledna 2009          |
| Zainal Abidin Bakar               | 30. ledna 2009           | 30. června 2013        |
| Nadzirah Osmanová                 | 30. ledna 2014           | 29. června 2017        |
| Zanariah Zainal Abidinová         | 6. října 2017            | 1. července 2021       |
| Suzilah Bintiová Mohdová Sideková | 4. dubna 2023            |                        |